# Cattleya
Cattleya Lindl., 1824 è un genere di piante epifite appartenente alla famiglia delle Orchidacee e originario dell'America tropicale. 
Il nome del genere è un omaggio a William Cattley, famoso collezionista di orchidee anglosassone.

## Descrizione
Sono piante a sviluppo simpodiale, con pseudobulbi di lunghezza variabile da pochi centimetri al metro, che portano alla loro estremità una o due foglie sessili, di consistenza cuoiosa e spesse.
I fiori delle Cattleya possono essere solitari oppure a fusto unico con più fiori; nascono all'apice dello pseudobulbo e dall'ascella della foglia.

## Tassonomia
Il genere comprende 130 specie
Con una foglia

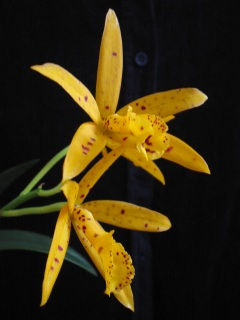
Ibrido di Cattleya

- Cattleya dowiana – originaria della Costa Rica produce due o tre grandi fiori nello stesso stelo di colore giallo con labello cremisi. Di questa specie ne esistono due varietà: aurea, originaria della Colombia, e aurea alba che ha fiori bianchi con labello colorato.
- Cattleya gaskelliana – Originaria del Venezuela, ha bei fiori color malva con labello giallo, la sua fioritura avviene in estate.
- Cattleya labiata – originaria del Brasile ha fiori con tonalità che vanno dal rosa al color malva; la sua fioritura avviene in autunno. Di questa specie esistono le varietà autumnalis e vera.
- Cattleya lueddemanniana – originaria del Venezuela fiorisce in settembre e i suoi grandi fiori sono di color rosa e malva con labello scuro
- Cattleya percivaliana – originaria del Venezuela fiorisce in inverno i fiori sono di vari colori: cremisi, rosso-viola, giallo-arancio
- Cattleya warscewiczii  – originaria della Colombia produce i fiori più grandi di tutta la specie. I suoi steli producono anche sette fiori di colore rosa con labello rosso; ma ne esistono anche di bianchi con labello colorato. La sua fioritura avviene in estate.

Inoltre:
- Cattleya maxima
- Cattleya mendelii
- Cattleya mossiae
- Cattleya trianae
- Cattleya warneri

Con bulbi bi o tri-fogliati
- Cattleya aclandiae – originaria del Brasile ha fiori solitari di color verde-oliva con labello rosso-violaceo
- Cattleya bicolor – originaria del Brasile, ha pseudobulbi molto lunghi le sue infiorescenze producono una dozzina di fiori profumati di color verde-bronzo con labello cremisi la sua fioritura avviene in autunno
- Cattleya intermedia – originaria del Brasile ha fiori rosa pallido, il labello è bianco-rosa con il centro viola
- Cattleya velutina – originaria del Brasile produce fiori di colore giallo-arancio con punteggiature rosso-viola, la fioritura avviene in estate.

Inoltre:
- Cattleya amethystoglossa
- Cattleya elongata
- Cattleya forbesii
- Cattleya granulosa
- Cattleya loddigesii

## Coltivazione
Le Cattleya vengono coltivate in serra temperata con condizioni di temperatura il più possibile stabili. La temperatura del substrato deve essere mantenuta intorno a 16-18 °C e di poco inferiore la temperatura notturna 14-16 °C. 
È necessario inoltre un valore di umidità relativa dell'80-90% con un'intensità luminosa pari a 10000-15000 lux.
Sono piante epifite, che richiedono un substrato organico poroso a lenta decomposizione con valori di pH compresi tra 5.5 e 6.5. Come substrato possiamo utilizzare scorza di conifera macinata con l'aggiunta di sfagno e torba. Hanno esigenze nutritive limitate con un rapporto di azoto, fosforo e potassio di 3:1:1. La concimazione viene effettuata ogni 15 giorni.
Durante i mesi più caldi necessitano di ombreggiamento al fine di ridurre un'eccessiva evapotraspirazione dei liquidi, con conseguente ingiallimento e disseccamento dell'apparato fogliare.
Questa varietà di orchidea soffre particolarmente di marciume del colletto, antracnosi e ruggine. Questi patogeni sono favoriti da alti valori di umidità, per questo motivo è necessario un substrato con un buon drenaggio al fine di evitare infezioni.
Per quanto riguarda i contenitori useremo, con piante adulte, vasi da 18–20 cm di diametro con possibilità di rinvaso dopo 2-3 anni.
La propagazione delle orchidee avviene in tre modi differenti: il primo è attraverso l'uso del seme, il secondo per divisione del rizoma (tecnica principalmente utilizzata su piante adulte ) oppure attraverso la micropropagazione.

## Influsso culturale
- Il fiore in questione è più volte nominato ne Alla ricerca del tempo perduto (vol. I, Dalla parte di Swann), anche nell'espressione "fare cattleya", con cui eufemisticamente due protagonisti di Marcel Proust alludono ai loro rapporti sessuali.[3]
- Il nome del fiore è usato come nome della casa di produzione italiana Cattleya.
- La protagonista del film Colombiana, che porta il nome di quest'orchidea, dopo ogni omicidio si firma disegnando una cattleya sui cadaveri.